# Александровка (Новомалыклинское сельское поселение)
Александровка — село в Новомалыклинском районе Ульяновской области. Входит в Новомалыклинское сельское поселение.

## География
Располагается в пределах Приволжской возвышенности на высоте 80 метров над уровнем моря, на пересечении автодороги Самара-Казань (Р240) и внутриобластной дороги Средняя Якушка-Новочеремшанск.

## История названия
В первой половине XVIII века (по неуточненным данным 1735 год) на ясачных землях, позже перешедших Егору Леонтьевичу Дадиани, было основано два населенных пункта: Александровка (Черноречье) и Средняя Бесовка (Дадианово, Петровское), которые впоследствии объединились в одно село под названием Александровка. Село располагается на двух берегах речки, протекающей по Шишковскому оврагу.
На «план-карте Самарской линии» 1771 года Шишковский овраг — граница двух участков под номерами 94 и 95. В «легенде» план-карты написано что на 94 участке располагались деревни новокрещенной и не крещенной ясачной мордвы. Предположительно на участке 94 располагалась Александровка, а на участке 95 Средняя Бесовка.
В 1780 году деревня Средняя Бесовка (Средняя Басавка) находится при болоте. Жители в ней - мордва, крещеные и помещичьи крестьяне, которые числятся с платежом податей в селе Бесовке.  
Средняя Бесовка вошла в состав Ставропольского уезда Симбирского наместничества. В 1796 году — в Симбирской губернии. В 1851 году деревня вошла в состав Самарской губернии.
На карте «Симбирского наместничества из атласа горного училища» 1792 года обозначена только Средняя Бесовка.
На карте Стрельбицкого "Восток Европейской части России" 1871 года присутствуют обе деревни. С запада - Александровка, на востоке - Средняя Бесовка (Дадианово). Речка, протекающая по Шишковскому оврагу обозначена как Черная.
|                                                     | Число дворов | Жители мужского пола | Жители женского пола |
| --------------------------------------------------- | ------------ | -------------------- | -------------------- |
| Александровка (Черноречье)                          | 66           | 258                  | 245                  |
| Средняя Бесовка (Дадианово, Петровское, Гузномойка) | 139          | 485                  | 498                  |

На «карте Ставропольского уезда Самарской губернии» 1884 года также присутствуют обе деревни.
Последнее обозначение Средней Бесовки - в 1912 году на «картах уездов Самарской губернии издания губернского земства» 1912 года. Александровка обозначена как село, а Средняя Бесовка - деревня.
На немецкой карте «Freytag and Berndt Handkarten» 1941 года Александровка указана как Dadianowo (Дадианово).
Поселки Степановка, Владимировка, Пролетарский, судя по Американской топографической карте 1950 года, были тогда самостоятельными населенными пунктами. На сегодняшний день сохранился только поселок Владимировка.
Пожар 1921 года унёс вместе с дымом и название Средняя Бесовка-Дадианово. Вновь отстраиваемые дома стали уже Александровскими.

## События
Рапорт ставропольского уездного исправника А. А. Агатицкого самарскому губернатору Д. И. Засядко о состоянии правопорядка на территории Ставропольского уезда в первой половине ноября 1905 г.
11 ноября 1905 г.
« ………Из донесения того же пристава от 30 октября видно, что в селе Петровское-Средняя Бесовка под руководством однообщественников Петра Войкова, Ивана Семенова и др. имело в сборной избе рассуждение о том, что теперь можно брать помещичью собственность, оценив таковую по своему усмотрению, и они подстрекали крестьян брать в имении наследницы Бабкиной дрова по 10 коп. за воз, а солому по 40 коп. за воз. Поименованные крестьяне привлечены также к ответственности……»
В церковной караулке и в доме священнослужителя работает церковно-приходская школа.
В 1929 году был организован колхоз «12 лет Октября», который позднее переименовали в «Красный Октябрь».
В 1931 году открыта начальная школа.
С 1941 по 1945 год ушло на фронты Великой Отечественной войны 221 человек местных жителей. Из них погибли или пропали без вести 151 человек.
1949 год — открытие избы-читальни (библиотека).
С 1953 года школа переведена в статус семилетней; с 1963 года — восьмилетняя; с 1976 года — средняя.
1959 год — строительство деревянного здания ФАП.
1968 год — строительство и открытие Дома культуры.
В 1976 году построено новое кирпичное двухэтажное здание школы. Одновременно построено здание детского сада на две возрастные группы детей.
1978 год — строительство нового административного здания колхоза. В нём разместили Отделение связи и ФАП.
В 1988 году построено отдельное здание библиотеки.
В 1995 году закончилась газификация населенного пункта. Завершены работы по устройству твердого асфальтного покрытия дорог внутри населенного пункта.
В 1997 году закрыт детский сад. В следующие годы здание было утилизировано.
В 2003 году закрыт Дом культуры. Закрыто здание библиотеки.
В 2004 году колхоз «Красный Октябрь» был ликвидирован и прекратил свое существование.
В 2013 году закрыта средняя школа. Здание служит новым местом размещения Дома культуры. Библиотеки. ФАП , Отделения почты России, ТОС «Барское»,

## Население
| 1859 | 1889 | 1897  | 1910  | 2010 |
| ---- | ---- | ----- | ----- | ---- |
| 503  | ↗742 | ↗1125 | ↗2083 | ↘511 |

Мордва-эрзя, русские.

## Религия
Православные христиане 99 %, мусульмане 1 %.
В 1888 году в с. Александровка на средства прихожан начинается строительство из камня Александро-Невской церкви. Освящена в 1890 г. Разрушена во второй половине сороковых годов XX столетия (по неподтвержденным данным в 1947 году). На её основе работала церковно-приходская школа.
В 2011 году построена новая церковь. 14 июня 2011 года состоялось её открытие. Ктитор храма — Волков Анатолий Григорьевич.
В восточной половине села престольный праздник — Кузьмы и Демьяна
В западной половине села престольный праздник — день Казанской иконы Божией Матери.

## Известные жители
В селе 17 января 1917 года родился Герой Социалистического Труда Алексе́й Фёдорович Са́лмин (1917—1977).